# Dmytro Bojko
Dmytro Bojko (in ucraino Дмитро Бойко?; 16 gennaio 1986) è uno schermidore ucraino, specializzato nella sciabola. Ha vinto una medaglia d'argento ed una di bronzo ai Campionati mondiali di scherma.

## Palmarès
In carriera ha conseguito i seguenti risultati:
- Mondiali di scherma

2003 - L'Avana: bronzo nella sciabola a squadre.
2006 - Torino: argento nella sciabola a squadre.
- Europei di scherma

Lipsia 2010: argento nella sciabola a squadre.
- Universiadi

2011 - Shenzen: oro nella sciabola a squadre.